# Мазево-Дворське-а
Мазево-Дворське-а (пол. Mazewo Dworskie „A”) — село в Польщі, у гміні Насельськ Новодворського повіту Мазовецького воєводства.
Населення — 204 особи (2011).
У 1975-1998 роках село належало до Цехановського воєводства.

## Демографія
Демографічна структура станом на 31 березня 2011 року:
|          | Загалом | Допрацездатний вік | Працездатний вік | Постпрацездатний вік |
| -------- | ------- | ------------------ | ---------------- | -------------------- |
| Чоловіки | 106     | 30                 | 69               | 7                    |
| Жінки    | 98      | 27                 | 53               | 18                   |
| Разом    | 204     | 57                 | 122              | 25                   |